# Сънс
„Сънс“ (на английски: SunS) са гръндж и алтернативна рок група от Скопие. Формирана в 1988 година, групата издава една песен, „Брейкър“, на касетата за поп-рок фестивала на Македонската радио-телевизия в 1992 година. Албумът „Мойот сон е само мой“ (моят сън е само мой) е издаен в 1994 на лейбъл „Коприва рекърдс“ с CAT# на KRMC001. В края на 1994, групата е разпада.
В 2004, групата се събира отново и издава CD-версия на „Мойот сон е само мой“ на Литиум рекърдс с CAT# на CID LITIUM002. В октомври 2004, групата издава сингъл „Праг“, и в декември 2005 Сънс зинасят акустичен концерт в Младежкия културен център, който е издаден с името „AcouSunStic“ на DVD в 2006 година. Групата изнасят концерт „Плагиат търнс 1“. Групата са разпада до края на 2006 година.
В 2009, групата отново се събира и изнася концерт с гости.
В 2019 година, „Мойот сон е само мой“ беше реиздадена на двоен винил на лейбъл „Корпус деликти“, за 25 години на албумът.

## Членове
- Гьокица Зафировски – вокали, китара
- Саша Павлович – бас китара
- Андрей Анастасов – барабани

## Дискография
- „Мойот сон е само мой“ – 1994, Коприва KRMC001
- „Мойот сон е само мой“ – 2004, Литиум CID LITIUM022
- „Праг“ – 2004, Литиум
- „AcouSunStic“ – 2006, Литиум LRDVD002
- „Мойот сон е само мой“ – 2019, Корпус Деликти LP2CD005